# Kenny Larkin
Pour les articles homonymes, voir Larkin.
Kenny Larkin, aussi connu sous l'alias Dark Comedy, est un producteur et disc jockey américain de musique électronique, appartenant à la deuxième vague des artistes pionniers de la techno de Détroit.

## Biographie
Larkin est né le 6 avril 1968 et a grandi à Détroit, mais il n'a pas participé aux premières années de la techno de Détroit parce qu'il servait dans l'armée. À son retour, il commence à produire, influencé par Juan Atkins et Derrick May, ainsi que par la scène Chicago house. Ses premiers singles, We Shall Overcome et Integration, sortent sur Plus 8, un label supervisé par Richie Hawtin et John Acquaviva ; plus tard, ils paraissent sur Buzz et Warp, ainsi que sur d'autres labels. Ses disques ont plus de succès en Europe qu'aux États-Unis. 

## Discographie partielle
- 1992 : Dark Comedy - Corbomite Maneuver EP (vinyle, Transmat)
- 1994 : Kenny Larkin - Azimuth (CD / 2xLP, Warp Records)
- 1995 : Kenny Larkin - Metaphor (CD/ 2xLP, R&S Records)
- 1997 : Dark Comedy - Plankton (vinyle, Art of Dance)
- 2004 : Kenny Larkin - The Narcissist (Peacefrog Records)
- 2004 : Dark Comedy - Funkfaker: Music Saves My Soul (Rush! Production / Poussez!)
- 2008 : Kenny Larkin - You Are (vinyle, Planet E)
- 2008 : Kenny Larkin - Keys, Strings, Tambourines (CD / 2x vinyle, Planet E)